# Ronde van Spanje 2017/Eenentwintigste etappe
De eenentwintigste en laatste etappe van de Ronde van Spanje 2017 werd verreden op 10 september 2017 van Arroyomolinos naar Madrid. De etappe was een 117,6 kilometer lange vlakke rit. Onderweg waren er geen gecategoriseerde beklimmingen, er was één tussensprint.

## Verloop

### Tussensprint
| Tussensprint Madrid na 83 km |                    |        |
| Plaats                       | Naam               | Punten |
| Winnaar                      | Matteo Trentin     | 4      |
| 2                            | Julian Alaphilippe | 2      |
| 3                            | Gianni Moscon      | 1      |

## Uitslag
| Arroyomolinos - Madrid (117,6 km) |                     |                        |          |
| Plaats                            | Naam                | Ploeg                  | Tijd     |
| Winnaar                           | Matteo Trentin      | Quick-Step Floors      | 3u06'25" |
| 2                                 | Lorrenzo Manzin     | FDJ                    | z.t.     |
| 3                                 | Søren Kragh         | Team Sunweb            | z.t.     |
| 4                                 | Tom Van Asbroeck    | Cannondale-Drapac      | z.t.     |
| 5                                 | Iván García         | Bahrein-Merida         | z.t.     |
| 6                                 | Magnus Cort         | Orica-Scott            | z.t.     |
| 7                                 | Kenneth Vanbilsen   | Cofidis                | z.t.     |
| 8                                 | Sacha Modolo        | UAE Team Emirates      | z.t.     |
| 9                                 | Michael Schwarzmann | BORA-hansgrohe         | z.t.     |
| 10                                | Daniel Hoelgård     | FDJ                    | z.t.     |
| 11                                | Chris Froome        | Team Sky               | z.t.     |
| 12                                | Juan José Lobato    | Team LottoNL-Jumbo     | z.t.     |
| 13                                | Edward Theuns       | Trek-Segafredo         | z.t.     |
| 14                                | Loïc Vliegen        | BMC Racing Team        | z.t.     |
| 15                                | Julien Duval        | AG2R La Mondiale       | z.t.     |
| 16                                | Wilco Kelderman     | Team Sunweb            | z.t.     |
| 17                                | Francisco Ventoso   | BMC Racing Team        | z.t.     |
| 18                                | Ilnoer Zakarin      | Team Katjoesja Alpecin | z.t.     |
| 19                                | Sebastián Molano    | Manzana Postobón Team  | z.t.     |
| 20                                | José Joaquín Rojas  | Movistar Team          | z.t.     |

| Strijdlustigste renner |                 |       |
|                        | Naam            | Ploeg |
|                        | Niet uitgereikt |       |

## Klassementen
Zie Ronde van Spanje 2017/Eindstanden
1e etappe ·
2e etappe ·
3e etappe ·
4e etappe ·
5e etappe ·
6e etappe ·
7e etappe ·
8e etappe ·
9e etappe ·
10e etappe ·
11e etappe ·
12e etappe ·
13e etappe ·
14e etappe ·
15e etappe ·
16e etappe ·
17e etappe ·
18e etappe ·
19e etappe ·
20e etappe ·
21e etappe
Startlijst · Eindstanden · Afbeeldingen